# Muro Lucano
Muro Lucano (fino al 1863 Muro) è un comune italiano di 4 877 abitanti della provincia di Potenza in Basilicata.

## Geografia fisica
Il centro abitato è situato fra 600 e 660 m s.l.m. e si distende a gradinata su uno scosceso pendio affacciato su una gola. Nella valle sottostante sorgeva il nucleo originario chiamato Numistro maggiore.

## Storia

### L'antica città lucana: Numistrum
Nei pressi di Numistro è documentato che Annibale combatté contro il console Marco Claudio Marcello nel 210 a.C., durante la seconda guerra punica. Il castello di Muro Lucano e la chiesa cattedrale possono essere considerati l'acropoli della cittadina e ne caratterizzano il paesaggio. Il castello è di origine alto-medioevale (verosimilmente del IX secolo). Il primo nucleo del Castello è la torre posta alla sinistra dell'attuale ingresso e potrebbe essere stata edificata dai Longobardi (Longobardia Minor).
Nel IX, stava nascendo il Pianello.

### La nuova città: Muro
I pianellesi costruirono mura fortificate verso sud-est e nord-ovest, in modo che la città fosse ben protetta da attacchi di popolazioni barbare. Il borgo Pianello, però, non poteva contenere altra gente che vi confluiva, così si cominciò a costruire fuori dalle mura. Questi nuovi quartieri erano indicati come le case fuori dal muro: nacque, in questo modo, la città di Muro. Nel 1863, dopo l’unità d’Italia del 1861, al nome Muro fu aggiunto il suffisso Lucano per distinguere la città da Muro Leccese.

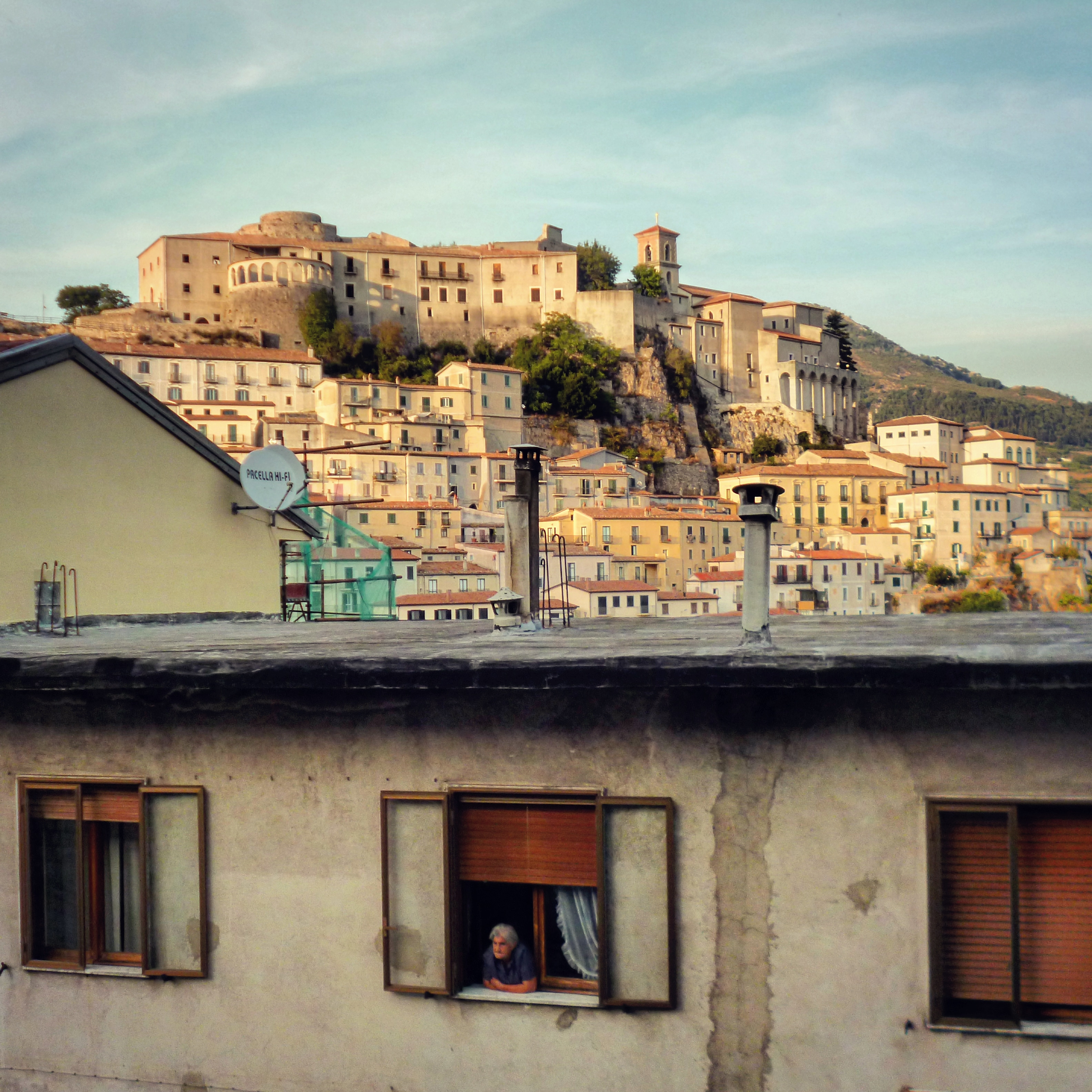
Muro Lucano - Castello Medievale

Castello reale sotto Federico II di Svevia, la fortezza si è poi espansa seguendo l'andamento della puntuta collina, con una seconda parte edificata per opera degli Angioini. Ad esso è contigua la cattedrale di San Nicola, consacrata nel 1169. Nel 1382 si consumò, nel castello di Muro, l'omicidio di Giovanna I d'Angiò, Regina del Regno di Napoli, per ordine di Carlo di Durazzo.
Dopo l'epoca angioina il Castello vide una lunga infeudazione ad opera degli Orsini fino alla fine del feudalesimo (1806). Nel settecento, dopo il tremendo terremoto del 1694 gli Orsini apportarono profonde modifiche al maniero sopraelevando il pianterreno, abbattendo il ponte levatoio e costruendo un nuovo fabbricato appoggiato alle due torri. Il terremoto del 1980 ha reso necessario un esteso processo di consolidamento. La parte denominata appartamento del principe è stata recentemente restaurata.
1861 - Brigantaggio. Il 23 novembre 1861 Carmine Crocco e José Borjes, attaccarono Muro. Data la conformazione del paese, guardie nazionali, soldati e cittadini, schierati su posizioni naturalmente forti, accolsero gli uomini di Crocco a fucilate scompaginando le loro formazioni che furono costrette alla fuga dopo aver subito non poche perdite.

### Seconda guerra mondiale
Negli anni della seconda guerra mondiale, tra il 1940 e il 1943, 16 profughi ebrei (tra cui famiglie con bambini) furono confinati in soggiorno coatto a Muro Lucano. Furono tutti liberati con l'arrivo dell'esercito alleato nel settembre 1943. Uno di loro poté già emigrare negli Stati Uniti nel luglio 1944. Gli altri rimasero a Muro Lucano o altre località dell'Italia meridionale in attesa della fine della guerra.

### Il terremoto
Centro culturale ed economico, ha risentito fortemente del terremoto dell'Irpinia, avvenuto il 23 novembre 1980. Gravemente danneggiate sono soprattutto le infrastrutture, i cui lavori di ristrutturazione, per oltre un ventennio, sono state al centro di una forte controversia. Le amministrazioni che si sono succedute fino ad oggi hanno ammesso il ritardo nelle opere di ristrutturazione, rappresentate in maniera particolare dallo stato delle scuole elementari nel comune.

## Monumenti e luoghi d'interesse
Nei dintorni sono visibili avanzi di mura megalitiche e resti romani. Nelle vicinanze (un chilometro in linea d'aria, a nord-ovest) si trova il bacino del lago artificiale omonimo, la costruzione del quale iniziò nel 1914; la centrale idroelettrica ha funzionato fino al 1970; l'invaso si è successivamente svuotato, e il terreno ormai asciutto è utilizzato come pascolo.

### Storico-culturale

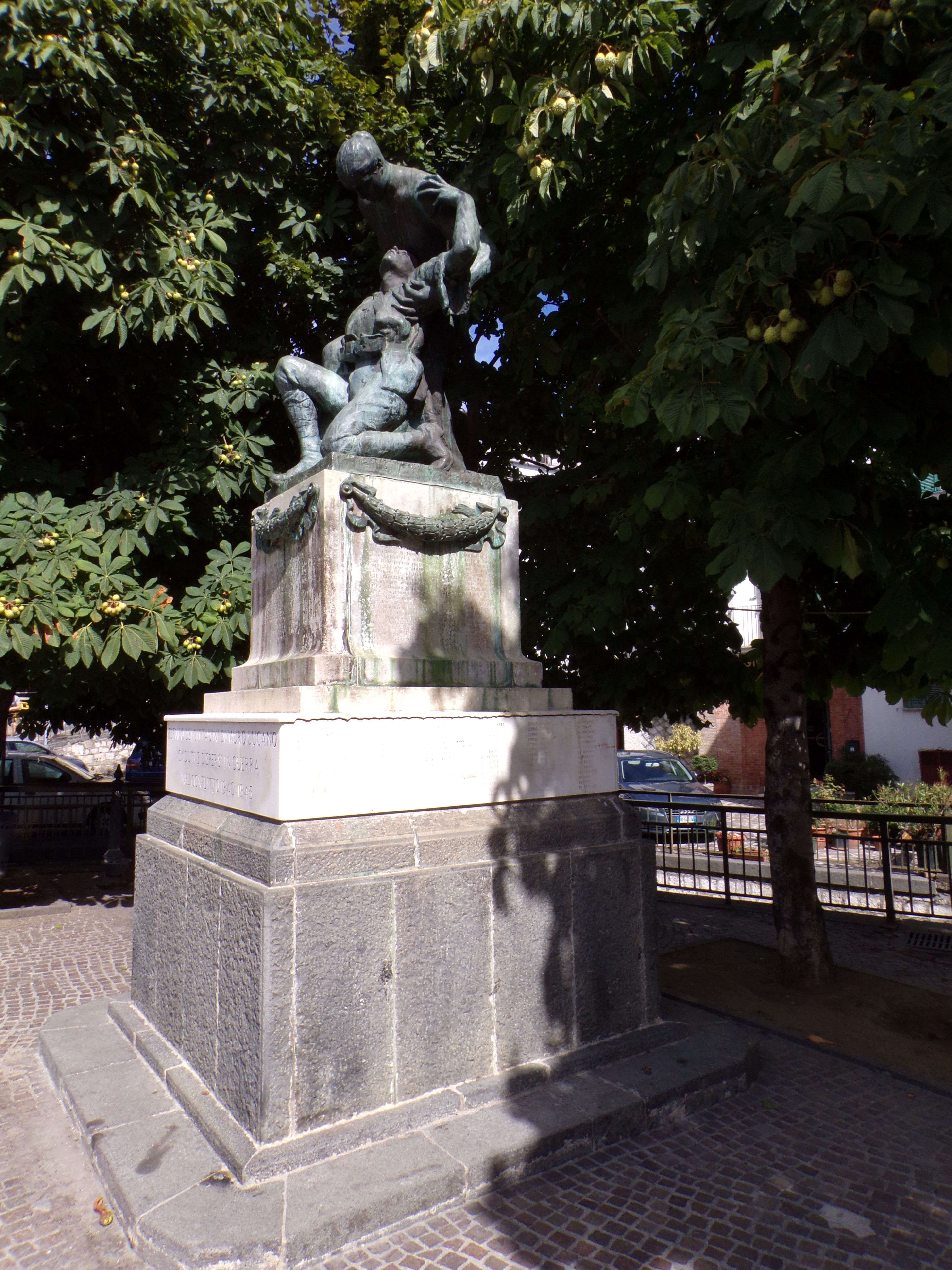
Monumento ai Caduti della Prima Guerra Mondiale

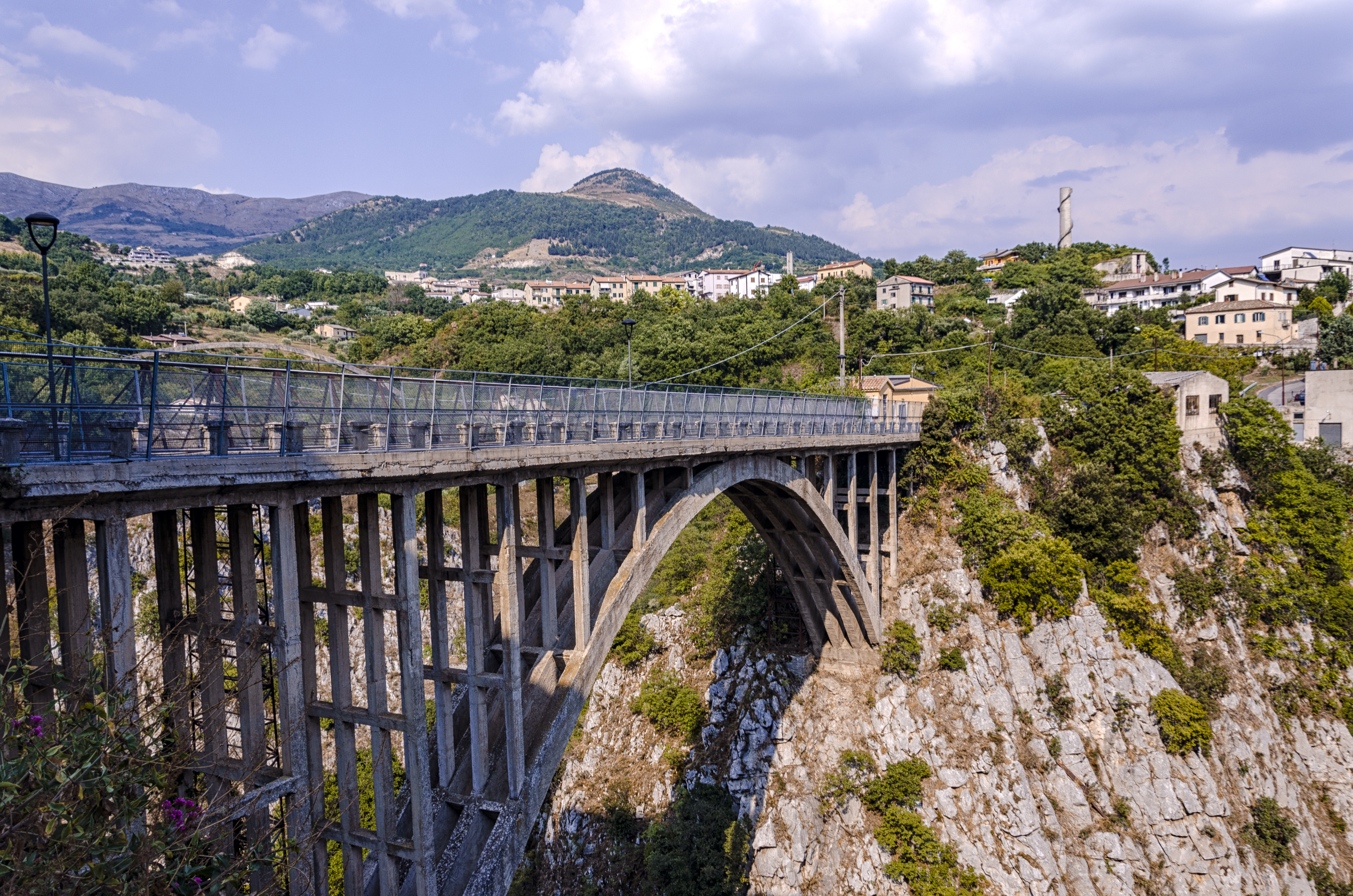
Ponte del Pianello

- Varie zone archeologiche presenti nella vallata, come in località Raia S. Basilio, dove sorgeva l’antica Numistro, teatro di uno scontro fra Annibale e Marcello nel 210 a.C.
- Il Castello, di origine anteriore ai Normanni, ampiamente danneggiato e ristrutturato in varie epoche, come nel sec. XVII: un torrione e alcuni tratti di cortina testimoniano ancora la sua struttura di fortezza medievale. In esso nel 1382 fu uccisa la regina Giovanna I.
- Il tessuto urbanistico da “presepe”, che si distende lungo le pendici di due colline, il cui panorama diventa più suggestivo di sera per la sapiente illuminazione, in particolare del Castello e dell’ex Palazzo vescovile.
- Il Pianello, il quartiere più antico, con la suggestiva illuminazione policroma, da cui parte un ponte del 1918, tra i primi in cemento armato nel Meridione, che collega al centro urbano la frazione di Capodigiano.
- Il Belvedere San Nicola,, ricavato dal restauro di un quartiere distrutto dal terremoto del 1980. Presenta scalinate, terrazze panoramiche, stanze a cielo aperto, grotte, pavimenti, porte, vasche, caminetti, mobili ricavati nelle pareti. Offre una spettacolare veduta sul Pianello.
- I resti dei mulini ad acqua medievali lungo le pendici delle ripe.
- Il ponte medievale, erroneamente noto come “Ponte di Annibale”, in fondo alle ripe, quale collegamento con i mulini ad acqua e con la frazione di Capodigiano (toponimo derivante da un personale latino Capitinius oppure della corruzione di capri e il suffisso –ano, nel significato “di terra di capri”).
- Il monumento ai caduti della Prima Guerra Mondiale, realizzano nel 1923, su di un basamento in pietra quadrangolare si erge un cippo marmoreo ornato su ogni faccia, nella parte superiore, da un festone bronzeo a motivi vegetali intrecciato ad un nastro. la facciata principale presenta l'iscrizione dedicatoria, mentre sulle altre facciate sono incisi i nomi dei caduti della grande guerra. al di sopra del cippo marmoreo è un gruppo bronzeo raffigurante una figura femminile china che sorregge un soldato morente.

### Naturalistico
- Il sentiero delle ripe (Nel 2018 è stato iscritto tra I luoghi del cuore del FAI classificandosi al 2º posto in Basilicata ed al 55º posto nella graduatoria nazionale con 7071 voti), un affascinante burrone aperto tra ripide pareti calcaree, nel cui fondo scorre il torrente Rescio, emissario del lago artificiale.
- Il Lago artificiale di Muro Lucano a fini idroelettrici e irrigui, con costruzione della diga a partire dal 1914, tra i primi nell’Italia meridionale: è un esempio di ingegneria idraulica molto avanzata per l’epoca anche in riferimento alla centrale idroelettrica alimentata fino al 1970, quando è stata dimessa, ma da ripristinare con interventi sul bacino e sulla stessa diga.
- I vucculi (grotte carsiche) del Bosco Grande (1100 m), il cui sviluppo spaziale della più grande è il seguente: 1120 slm, risorgenti nel “Vallone delle iene” a 980 m. slm, dopo 140 m. di dislivello: è la seconda della Basilicata per grandezza e complessità.
- Il monte Paritiello (m. 1445), ricco di boschi e di suggestivi percorsi faunistici e floristici, frequentati soprattutto nei mesi estivi, come agosto, durante il quale l’intera Montagna di Muro Lucano è interessa di manifestazioni e di escursioni.

### Religioso

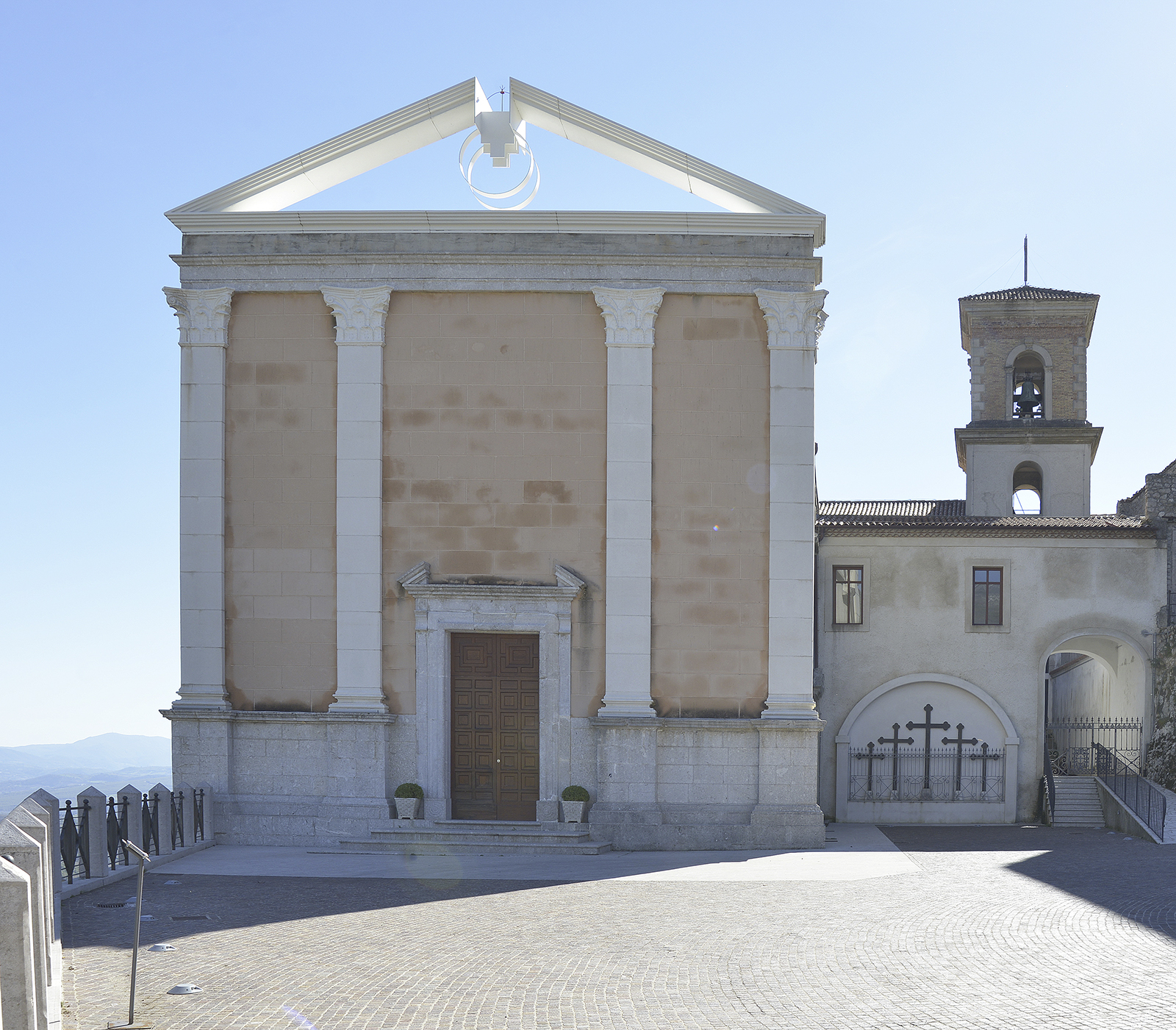
Concattedrale di San Nicola e Camera

- La chiesa concattedrale di S. Nicola e Camera, del sec. XII (la denominazione Camera si può attribuire al fatto che si unirono due parrocchie, quella di S. Nicola e quella, il cui luogo di culto doveva essere una “camera” del Castello e del palazzo vescovile, posta in luogo meno angusto della Cattedrale, la quale era difficilmente raggiungibile durante l’inverno), che è in via di ricostruzione, dove saranno riposti gli arredi salvati, tra cui le tele, come la Madonna del Rosario, conosciuta con il nome improprio di Quadro della Regina Giovanna.
- La chiesa di S. Andrea Apostolo, del sec. XV, con le statue lignee della Madonna di Pompei e dell'Assunta.
- La chiesa di S. Marco Evangelista, del sec. XVI, con la tela della Madonna in gloria, del sec. XVIII.
- La chiesa della Madonna del Soccorso, del sec. XVII (Nel 2020 è stata iscritta tra I luoghi del cuore del FAI).
- La chiesa della Madonna della Neve, del sec. XVI.
- Il santuario della Madonna di Capodigiano o Maria SS. delle Grazie, risalente ai secoli XII e XIII ed edificata su un luogo di culto preesistente, ortogonalmente situato a fronte dell’attuale fabbrica, e utilizzato dal maestro Sarolo di Muro come un ambiente residenziale. Diversi sono stati gli interventi di restauro, annullati dopo il terremoto del 1980 dal restauro tendente anche a ripristinare l’impianto originario. La facciata, davanti alla quale vi sono tre leoni e un'ara circolare, di età tardo imperiale, recuperati dall’insediamento romano, si presenta con portale bronzeo, del 1998. L’oggetto della devozione è una statua in legno, intagliata, dipinta e stuccata della Madonna col Bambino, databile tra il XIV e il XV secolo con numerosi interventi successivi.
- La casa natale di San Gerardo Maiella (rione Pianello).
- L'oratorio (ex bottega dove da bambino frequentava il laboratorio di sartoria).
- La chiesa della Madonna di Capodigiano, dove da bambino si recava a pregare ai piedi della statua della Madonna del Rosario: ogni volta il Bambino, scendendo dalle braccia della Madre, gli donava un panino prima di mettersi a giocare insieme.
- L'itinerario geraradino (illuminato di sera): è il percorso che Gerardo, sempre da bambino, percorreva per recarsi dal Pianello a Capodigiano lungo le pendici delle Ripe, attraversando la zona dei mulini e oltrepassando il ponte medievale sul torrente Rescio.

## Società

### Evoluzione demografica
Abitanti censiti

## Infrastrutture e trasporti
- strada statale 7 Via Appia
- Stazione di Bella-Muro, sulla ferrovia Battipaglia-Potenza-Metaponto

## Cultura

### Archivi e biblioteche

#### Archivio diocesano
L'Archivio Diocesano di Muro Lucano è uno dei più importanti archivi ecclesiastici della Basilicata recuperati dalle macerie dopo il terremoto del 23 novembre 1980. L'incendio del 1400 provocò la perdita di gran parte del materiale cartaceo. Le carte superstiti si possono reperire nel fondo delle cappelle e dei benefici. La documentazione più consistente risale al Seicento. Nel 1893 un nuovo, disastroso incendio provocò la perdita dell'antico archivio capitolare, che era stato conservato per merito del vescovo Tommaso Antonio Gigli, il quale aveva stabilito che il capitolo cattedrale avesse un proprio archivio e lo custodisse fedelmente sotto pena di scomunica. La recente sistemazione dell'archivio
ha comportato la costituzione di sedici fondi, ordinati in 558 buste.
- Il Fondo I contiene tutti gli atti delle Ordinazioni Sacerdotali della città e della diocesi, con documentazione sui processi relativi alla condotta morale e al profitto negli studi (1611-1931).
- Il Fondo II contiene gli atti del clero dei singoli paesi. Si tratta di fascicoli riguardanti il clero, relativi alle chiese e alle parrocchie della diocesi. Le carte sono contenute in 34 buste (1611-1899).
- Il fondo III contiene tutti i documenti relativi alla Mensa Vescovile: elenchi dei beni, strumenti, apprezzi di terreni. Gli atti sono sistemati in 21 buste che vanno dal (1525-1942).
- Il fondo IV contiene i documenti relativi alle Carte dei Vescovi, vi sono riuniti : circolari, note, decreti,lettere pastorali, editti per assolvere dalla scomunica e relazioni. Il fondo si compone di 19 buste e gli atti comprendono un periodo di tempo che va dal(1607-1938).
- Il fondo V contiene gli atti relativi ai conventi e monasteri dei predicatori di Ricigliano, dei cappuccini di Muro Lucano, dei minori osservanti di Balvano, dei minori conventuali di Ruvo del Monte, Muro Lucano e San Fele, delle Carmelitane di Muro e del conservatorio di San Fele. La documentazione, divisa per paesi e conventi, riguarda: atti per entrare in monastero, vestizioni e emissioni di voti solenni. Gli atti sono raccolti in 15 buste che vanno dal (1590 al 1904)
- Il fondo VI contiene gli atti relativi al Seminario Diocesano : inventari di beni, registri di conti, spese cibarie ecc... Il fondo si compone di 4 buste con documenti che vanno dal (1605- 1899).
- Il fondo VII contiene gli atti delle Confraternite e Luoghi Pii. Vi si custodiscono : atti di fondazione, atti di vendite, di acquisti, fedi di messe ecc... Il fondo è costituito da 14 buste con la documentazione divisa per paesi e per confraternite dal(1604-1985).
- Il fondo VIII contiene tutta la Corrispondenza intercorsa tra autorità ecclesiastiche e civili, tra vescovi, clero, vicari foranei, vicari capitolari, intendenti, ministri. Il materiale comprende: lettere della congregazione dei vescovi e comunicazioni con le amministrazioni comunali. La corrispondenza è divisa in 12 buste con atti dal (1706 al 1954)
- Il fondo IX contiene gli atti relativi alle Cappelle e Benefici. Il fondo raccogli : registri di conti, platee, disposizioni generali, assensi per vendite, acquisti e permute di beni,inventari, scritture, memorie ecc. I documenti sono raccolti in 45 buste vanno dal (1412-1913).
- Il fondo X contiene i Processi civili e criminali. Gli atti di natura civile si riferiscono a querele, divisioni, discussioni per pignoramenti, discussioni tra clero-vescovi-Università. I documenti comprendono un periodo di tempo dal(1593-1910).
- Il fondo XI contiene le carte relative alla Scuola comprendenti i fascicoli personali delle scritture, ricorsi, lettere al vescovo, stati dei maestri e degli alunni delle scuole primarie. La documentazione è raccolta in 4 buste e va dal(1793-1965).
- Il fondo XII contiene il processo relativo alla canonizzazione di San Gerardo Maiella. Si tratta di lettere e disposizioni relative al processo iniziato a Muro Lucano nel 1843 e proseguito a Conza. Gli atti raccolti in 3 buste iniziano dal (1843-1926).
- il fondo XIII contiene gli atti della Curia Vescovile. Sono carte di amministrazione, di disposizioni a carattere generale.Le carte sono contenute in 6 buste dal (1411-1950).
- Il fondo XIV contiene gli atti del Capitolo Cattedrale: ammissioni alla partecipazione capitolare, alle porzioni carusiane e montististe, lettere al vescovo, libri di conti ecc... I documenti del capitolo sono custoditi in 8 buste ed abbracciano il periodo che va dal (1672-1899).
- Il fondo XV contiene gli Atti Matrimoniali divisi per paesi. Sono gli atti preliminari al matrimonio, dalle fedi di battesimo ai documenti che dimostrano la libertà degli sposi. Il fondo contiene materiale documentario relativo ai secoli XVIII e XIX.
- Il fondo XVI contiene gli Atti Nazionali del notaio Antonio Bora di Ruvo, frammenti del protocollo del notaio Marco Antonio de Jacovo di Balvano, un fascicolo di varie scritture. Gli atti, raccolti in 3 buste, furono stipulati a Ruvo e a Muro dal (1602-1738).

### Musei
Il museo archeologico nazionale dedicato alla Lucania nord-occidentale, che in più sezioni in base alle varie epoche dall’età arcaica al periodo romano imperiale e tardoantico, con particolare riferimento alla ricostruzione di ville romane;

## Amministrazione

### Gemellaggi
- Baragiano, dal 6 aprile 2011
- Contursi Terme
- Corato, dal 2015[9]
- Karlsfeld, dal 5 marzo 2011[10]
- Ripacandida, dal 2002[11][12]
- San Fele, dal 6 aprile 2010
- Vietri di Potenza, dal 6 aprile 2013[13]

## Sport
Le società sportive a Muro Lucano sono:
- F.C. Murese 2000 Aurora, la principale squadra di calcio militante in Eccellenza;
- A.S.D. Real Murese, squadra di calcio a 5 militante nella serie C2;
- A.S. Muro Volley, Pallavolo femminile, in passato ha militato in categoria B2;
- Sporting Murese, Calcio a 5 (Serie D);
- A.S.D. Tennis Club Muro Lucano.